# Against Violent Extremism
Against Violent Extremism ("AVE") è una rete globale composta di ex-estremisti, sopravvissuti alla violenza e tutte le persone, sia del settore pubblico che del settore privato, interessate a contrastare tutte le forme di violenza estrema. Una partnership tra London’s Institute for Strategic Dialogue, Google Ideas e la Gen Next Foundation. L'obiettivo dichiarato della AVE è di offrire una piattaforma per comunicare e collaborare e offrire agli attivisti di questo network i mezzi per trovare le risorse e i fondi per i loro progetti.

## Origini
Il progetto AVE nasce durante il Summit Against Violent Extremism (SAVE) che si è tenuto a Dublino nell'estate del 2011. Come prima iniziativa di SAVE ha riunito ex-estremisti e sopravvissuti alla violenza estrema da tutto il mondo.
Durante il summit si è discusso su che cosa unisce i diversi estremisti, percorsi di radicalizzazione, e i fattori che portano la gente ad abbandonare i gruppi violenti.
Un tema molto discusso dell'evento è stato quanto i diversi membri possano imparare l'uno dall'altro per prevenire diversi tipi di estremismo. In questo contesto è nata AVE. Questa rete è stata ufficialmente lanciata a New York da Google Ideas nell'Aprile del 2012.

## Obiettivi
La rete promuove il ruolo molto positivo che gli ex-estremisti e sopravvissuti possono giocare per prevenire la violenza estrema. Questi individui hanno la credibilità e la motivazione per raggiungere i giovani a rischio. AVE sottolinea l'importanza del settore private in un campo tradizionalmente dominato dal settore pubblico.. :

## Networking
Nel costruire una rete globale fra ex-estremisti di tutte le ideologie e sopravvissuti alla violenza, AVE cerca di creare una ‘impollinazione incrociata’ di idee tra i membri nel miglior modo possibile. Il coinvolgimento di persone, sia del settore pubblico che del settore private, facilita questo scambio di dialogo.

## Assistenza
Attingendo dai contatti di queste diverse aree, il network è in grado di offrire supporto pratico a tutti i progetti grassroots che hanno l'obiettivo di combattere l'estremismo.

## Patrocinio
La rete promuove il ruolo molto positivo che gli ex-estremisti e sopravvissuti possono giocare per prevenire la violenza estrema. Questi individui hanno la credibilità e la motivazione per raggiungere i giovani a rischio. AVE sottolinea l’importanza del settore private in un campo tradizionalmente dominato dal settore pubblico.

## Organizzazione
L'organizzazione è affidata alla think tank Institute for Strategic Dialogue, che ha formalmente assunto questo ruolo nel febbraio 2012. Il network è finanziato privatamente, con fondi e assistenza offerti da Google Ideas e la Gen Next Foundation che ha sede in America. Rehab studios, che ha sede a Belfast, offre assistenza tecnica e multimediale alla rete.

## Membri High-Profile
Ave ha oltre 450 ex-estremisti e sopravvissuti alla violenzaestremista da tutte le parti del mondo. Alcuni membri high-profile:
- Maajid Nawaz ex-membro del gruppo Islamico Hizb ut-Tahrir
- Jo Berry sopravvissuto alla Bomba al Hotel di Brighton nel 1984.
- Vera Grabe ex-membro e cofondatore della Guerilla Colombiana M-19
- Jack Roche Mussulmano convertito ed ex-estremisa islamico condannato per avere ordito il bombardamento dell'ambasciata Israeliana a Canberra nel 2000.
- Carrie Lemack Cofondatrice della Families Of September 11
- Mubin Shaikh ex-islamista Former Islamist che poi è andato a lavorare per i servizi segreti canadesi.

## Critiche
Ci sono state critiche al fatto che il progetto, nel suo tentativo di mettere insieme ex-estremisti, abbia sopravvalutato l'impatto che possa avere. Più in generale, c'è anche molto scetticismo sul fatto che l'esperienza nel contrastare la violenza di una gang delle strade di Los Angeles, possa essere trasferita sulle strade di Islamabad